# Avon (Devon)
Pour les articles homonymes, voir Avon (rivière).
L'Avon (ou l'Aune), est un fleuve du comté du Devon dans le Sud de l'Angleterre. 

## Géographie
Elle prend sa source dans les terrains marécageux du sud du Parc national du Dartmoor à l'ouest de Ryder's Hill, à 460 m d'altitude. Près de l'endroit où l'Avon quitte le Dartmoor, on a construit un barrage en 1957 et l'Avon Reservoir y est une des huit réserves d'eau potable. L'Avon passe ensuite par South Brent, Avonwick, Aveton Gifford, et se jette dans la mer à Bigbury après un parcours de 37 km.

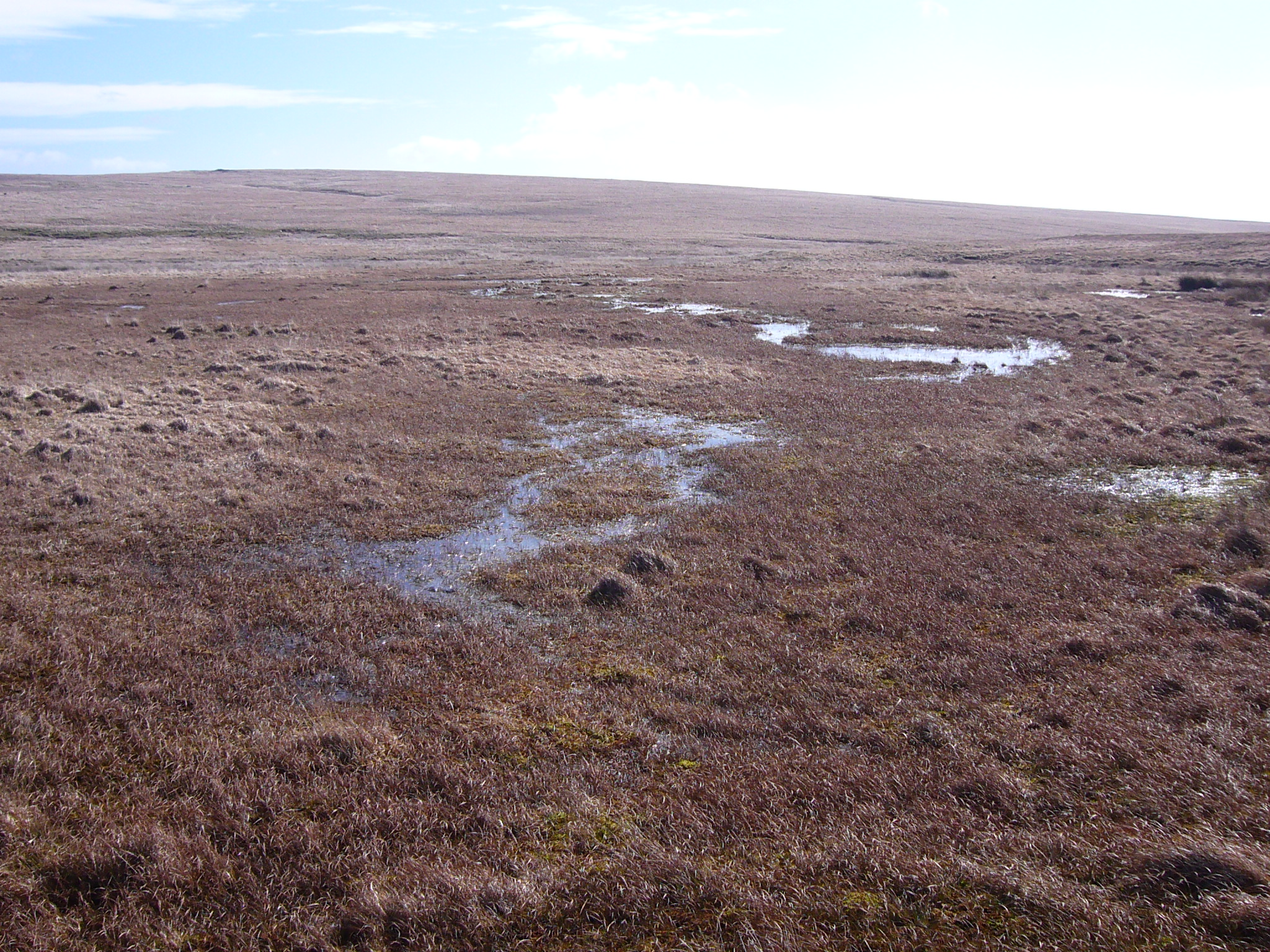
Source de l'Aune au sud du Parc naturel du Dartmoor
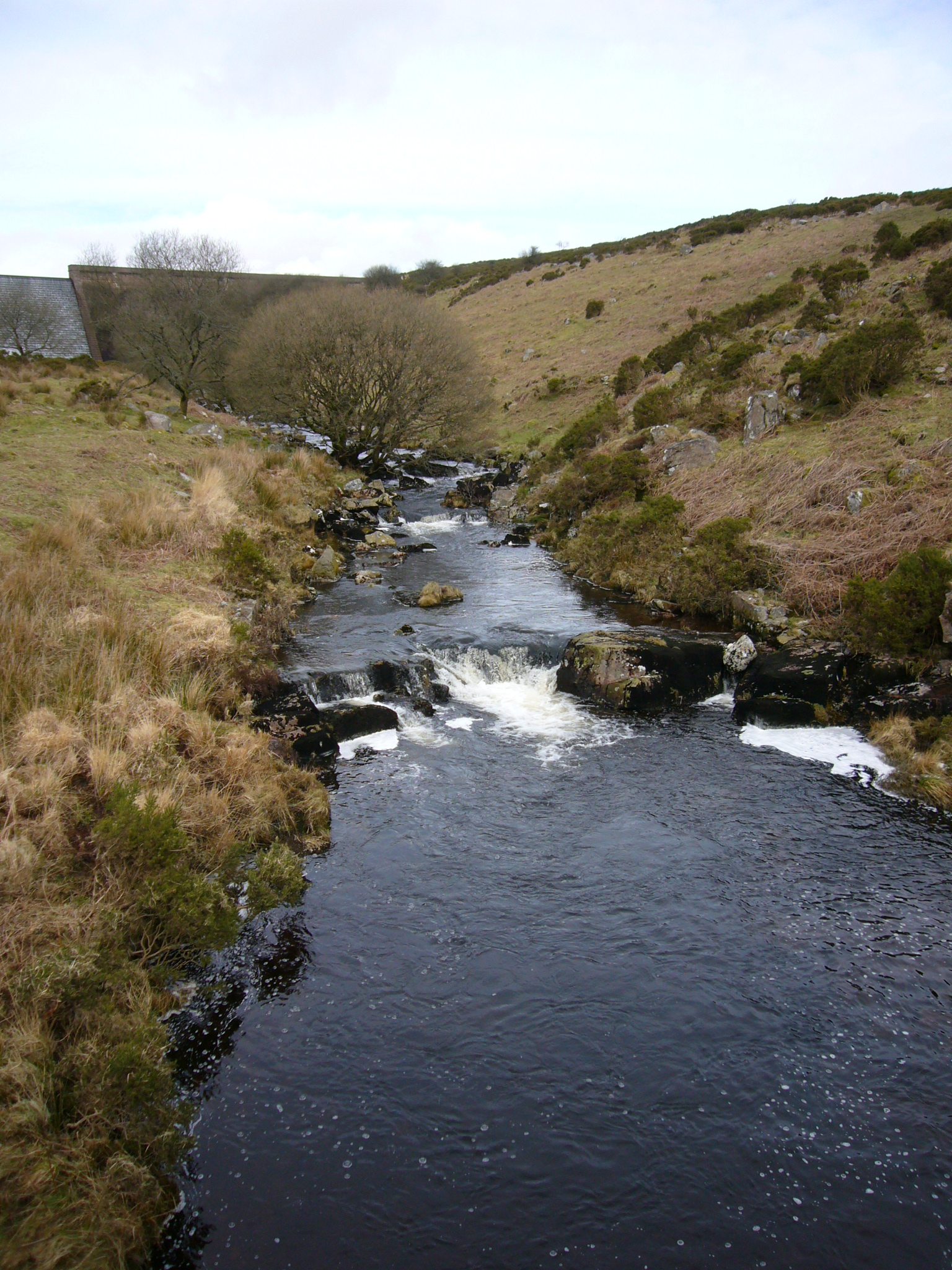
L'Avon juste avant le barrage